# 维塞克
维塞克（法語：Vissec，法語發音：[visɛk]）是法国加尔省的一个市镇，属于勒维冈区。

## 地理
维塞克（43°53'59"N, 3°27'32"E）面积21.83 平方千米，位于法国奧克西塔尼大區加尔省，该省份为法国南部沿海省份，南端濒地中海，北起顺时针与阿尔代什省、沃克吕兹省、罗讷河口省、埃罗省、阿韦龙省和洛泽尔省接壤。
与维塞克接壤的市镇（或旧市镇、城区）包括：康佩斯特尔和吕克、布朗达、圣莫里斯纳瓦塞勒、圣米歇尔、索尔布。

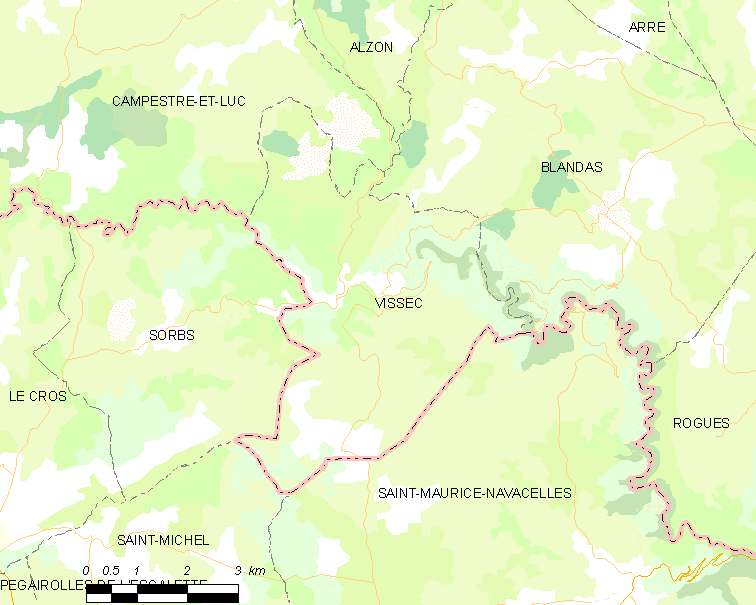
维塞克的OSM定位图

维塞克的时区为UTC+01:00、UTC+02:00（夏令时）。

## 行政
维塞克的邮政编码为30770，INSEE市镇编码为30353。

## 政治
维塞克所属的省级选区为勒维冈县。

## 人口

1962-2008年间维塞克人口变化图示

维塞克于2022年1月1日时的人口数量为68人。